# 憶術家
憶術家（英語：Memrise）是一個網絡語言學習平台，可透過電腦網路瀏覽器、iOS及Android手機程式瀏覽。平台的特色是把不同記憶技巧和娛樂元素結合，以達致寓學習於娛樂的效果。
憶術家提供25個語言、超過150個課程的服務。網站有超過2000萬注冊用戶，而且所有課程都是免費提供，沒有廣告。然而，網站有付費計劃，供用戶享用更多功能。自2016年末，憶術家公司開始獲得盈利。

## 緣起及發展
憶術家由世界記憶大師兼作家艾德·庫克和普林斯頓大學神經科學家格雷格·德特雷（Greg Detre）創立。網站贏得普林斯頓大學創業俱樂部2009年TigerLaunch比賽，並其後推出内部測試版網頁。2012年10月1日，憶術家1.0試驗運作，100名用戶參與測試。直到2013年5月，憶術家手機程式正式推出，供iOS及Android手機使用者使用。

## 獎項
2017年5月，憶術家在Google Play獎項獲得最佳應用程式榮譽。此獎勵根據12個評審標準嘉許研發優秀程式的開發團隊，評審標準包括程式品質、啓發性及過去幾年的更新項目。
2010年7月，憶術家贏得倫敦Mini-Seedcamp比賽；同年11月，網站在歐洲TechCrunch初創企業比賽入圍；2011年3月，它被選爲Techstars波士頓初創企業。

## 憶術家獎
2014年11月，憶術家與倫敦大學學院合夥創立憶術家獎，旨在挑戰人們去研發有效的記憶技巧，獎勵包括10000美元及與科學和商業社群協助編寫特約文章的機會。

## 爭議
2012年9月尾，網站由於出現大量作弊事件，龍虎榜暫時停用。部分用戶使用機器人等不合規手段以取得大量分數，未能反映用戶真正的學習能力。管理員為回應此事件，推出新龍虎榜系統以修補漏洞。

## 外部連結
- 官方网站
- 「社群課程」的網站
- iTunes App Store 程式網站 （页面存档备份，存于）
- Google Play 程式網站 （页面存档备份，存于）